# Wilhelm von Apell
Wilhelm von Appen (16 de janeiro de 1892 — 7 de março de 1969) foi um oficial alemão que serviu na  durante a Segunda Guerra Mundial. Foi condecorado com a Cruz de Cavaleiro da Cruz de Ferro.

## História
Wilhelm von Appen foi um oficial cadete com o Jäg.Btl. 7 em 1910 e após Leutnant em 1911. Serviu naquela unidade na Primeira Guerra Mundial (1914-18), sendo que ele encerrou a guerra com a patente de Oberleutnant. Continuou a sua carreira militar no período de entre-guerras. Promovido à Oberst em 1 de Outubro de 1938, comandou a Kav.Schtz.Flgt. 11. Foi promovido para Generalmajor em 1 de Abril de 1941, subindo para a patente de Generalleutnant em 1 de Abril de 1943.
Von Appen comandou a 9. Schtz.Brig. a partir de 16 de Fevereiro de 1940 ficando no comando desta até 27 de Agosto de 1941, pouco mais tarde, foi designado comandante da 22ª Divisão Panzer (25 de Setembro de 1941). Foi posto na reserva do OKH (8 de Outubro de 1942),e tornou-se Wehrersatz-Inspekteurin Vienna (15 de Março de 1943).
No final da guerra foi feito prisioneiro pelos Americanos a 8 de Abril de 1945, e libertado a 11 de Junho de 1947. Wilhelm von Appen faleceu em Varnholt perto de Baden-Baden em 7 de Março de 1969.

## Condecorações
Foi condecorado com a Cruz de Cavaleiro da Cruz de Ferro (14 de Maio de 1941).